# Almudena Muñozová
Almudena Muñoz-Martínez, (* 4. listopadu 1968 Valencie, Španělsko) je bývalá reprezentantka Španělska v judu. Je olympijskou vítězkou z roku 1992.

## Sportovní kariéra
Judu se věnovala od útlého dětství pod vedením Salvador Gómeze. V roce 1989 utrpěla vážné zranění kolene a vrátila až v sezoně 1991. V roce 1992 startovala na olympijských hrách v Barceloně. Nepatřila mezi kandidátky na medaili, ale kondičně se na hry kvalitně připravila a šikovně zvolenou taktikou prošla až do finále. Pomohlo ji k ní i domácí publikum, jehož skandování do značné míry ovlivnilo verdikty sudích (hantei). Ve finále proti Japonce Noriko Mizoguči byla po celý zápas pasivní, ale při jednom z útoků Japonky se jí podařil kontrachvat (tani-otoši) za koku a tento náskok udržela až do konce. Získala zlatou olympijskou medaili.
V roce 1993 ještě vytěžila maximum z kvalitní olympijské přípravy, ale v dalších letech jí štěstí v bojích o medaili opustilo. V roce 1998 ukončila sportovní kariéru, založila rodinu a na veřejnosti se objevuje výjimečně.

## Výsledky
| Turnaj             | 1989           | 1990           | 1991           | 1992           | 1993           | 1994           | 1995           | 1996           | 1997           |
| Turnaj             | 21             | 22             | 23             | 24             | 25             | 26             | 27             | 28             | 29             |
| Turnaj             | pololehká váha | pololehká váha | pololehká váha | pololehká váha | pololehká váha | pololehká váha | pololehká váha | pololehká váha | pololehká váha |
| ------------------ | -------------- | -------------- | -------------- | -------------- | -------------- | -------------- | -------------- | -------------- | -------------- |
| Olympijské hry     |                |                |                | 1.             |                |                |                | 5.             |                |
| Mistrovství světa  | —              |                | 7.             |                | 2.             |                | 5.             |                | úč.            |
| Mistrovství Evropy | úč.            | —              | úč.            | —              | 1.             | úč.            | 5.             | 5.             | 5.             |